# Killection
Killection är det studioalbumet av finska hårdrocksbandet Lordi, som släpptes den 31 januari 2020. Albumet är producerat av Mr. Lordi.

## Låtförteckning
1. SCG8: One Message Waiting – 1.10
2. Let’s Go Slaughter He-Man (I Wanna Be the Beast-Man in the Masters of the Universe) – 4.30
3. Hug You Hardcore – 3.40
4. Down with the Devil – 4.29
5. Mary is Dead – 4.37
6. Sick Flick – 4.00
7. None for One – 4.15
8. SCG8: One Message Waiting – 1.22
9. Demonarchy – 6.01
10. The Unholy Gathering – 5.09
11. Heaven Sent Hell on Earth – 5.43
12. And the Zombie Says – 6.43
13. Break of Dawn – 5.47
14. The Night the Monsters Died – 7.13

## Albumets singlar
- Shake the Baby Silent
- I Dug a Hole in the Yard for You
- Like a Bee to the Honey